# Rösen von Røysene
Die Rösen von Røysene liegen auf dem gleichnamigen Hügel in Rødtangen in der Kommune Asker im Fylke Akershus in Norwegen.

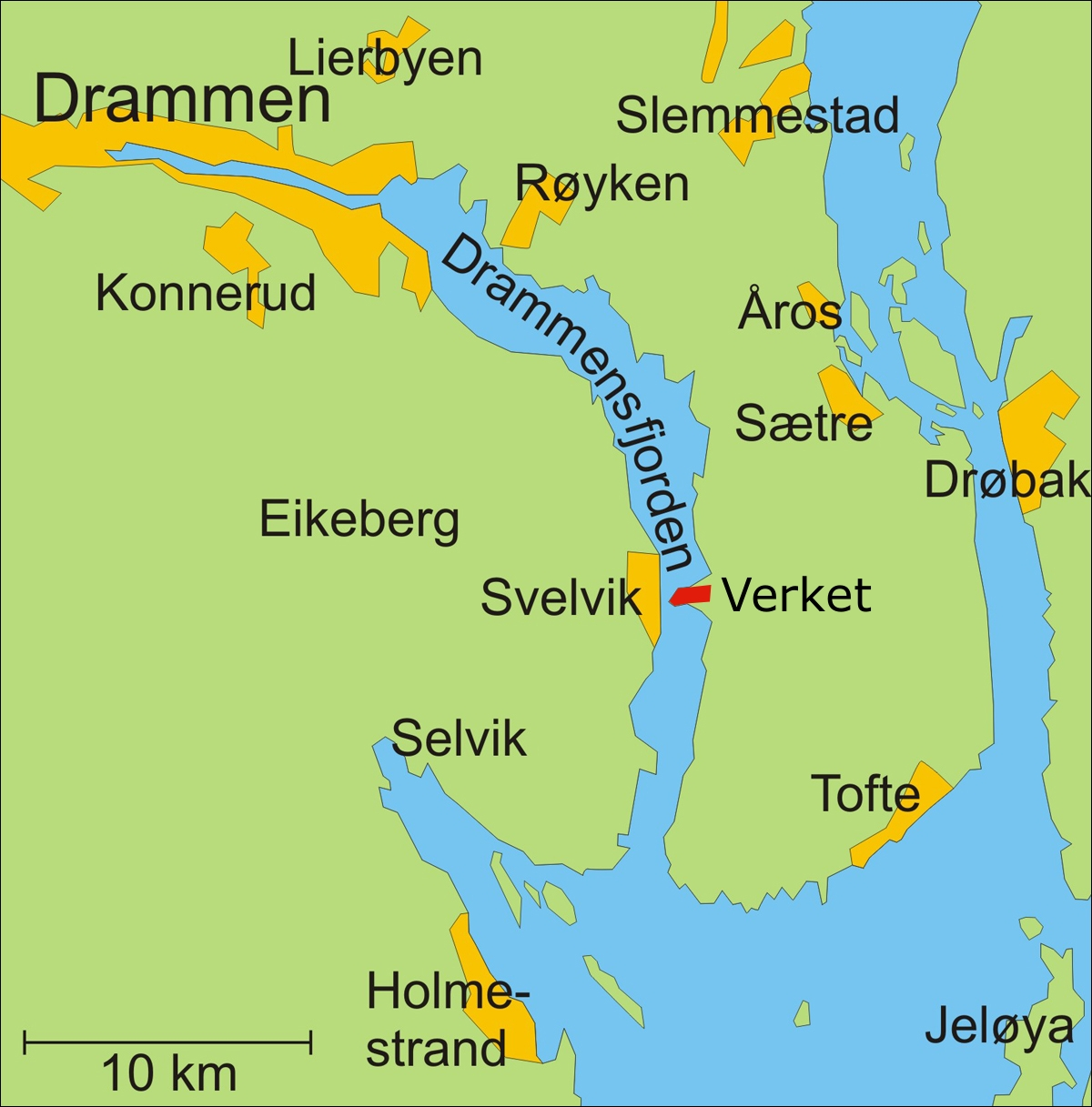
Drammensfjord

Die Rösen mit Blick auf den Drammensfjord sind nicht untersucht, stammen aber wie andere in der Umgebung wahrscheinlich aus der Bronze- oder frühen Eisenzeit. Sie haben Durchmesser von 15 bis 20 Metern und Höhen zwischen 2,0 und 3,0 Metern. Alle haben in der Mitte tiefe Krater von Raubgrabungen, wo Steinkisten oder Grabkammern sichtbar sind. Die auf Hügeln platzierten Rösen finden sich überall entlang der Küste von der schwedischen Grenze im Süden bis zur Finnmark im Norden.
In der Nähe liegen der Dolmen von Rødtangen und der Steinkreis von Holtvedtryggen.